# La doccia
La doccia (洗澡T, 洗澡S, XǐzǎoP), noto anche come Shower o La doccia - Shower, è un film del 1999 diretto da Zhang Yang.

## Trama
Daming, indaffarato uomo d'affari di Shenzen, si precipita nella natìa Pechino dopo aver ricevuto per posta un disegnino da parte del fratello Erming che ritrae l'anziano padre, il signor Liu, costretto a letto. Si tratta però di un equivoco: quest'ultimo è vivo e vegeto. È solo il fratello, un minorato mentale, che sentiva la mancanza di Daming. Liu ed Erming mandano sempre avanti il loro diroccato bagno termale a conduzione familiare, attorno al quale ruota una variopinta clientela di pensionati, perdigiorno e altri abitanti del distretto storico della città ormai prossimo alla demolizione per far posto a un centro commerciale.
Daming, la cui vita è ormai l'opposto dei placidi ritmi tradizionali rappresentati dal bagno, vorrebbe ripartire il prima possibile, ma, accompagnato da Erming a comprare il biglietto aereo, lo perde di vista nella calca. Litiga quindi col padre, che non gli ha mai perdonato l'abbandono e teme ora di aver perso anche un secondo figlio. Fortunatamente, Erming riappare sulla soglia di casa il mattino seguente, indenne e ignaro del trambusto causato. Avendo perso il volo, Daming si trattiene un altro po', ma, la notte prima della partenza, il padre si ammala mentre ripara le infiltrazioni sul tetto durante un temporale, costringendo Daming a rimanere per accudirlo e aiutare Erming a portare avanti il bagno in sua vece.
Nel corso della convalescenza, Daming riscopre la funzione sociale ricoperta dal bagno, aiutando il padre nel ruolo implicito di mediatore e confidente dei clienti e i loro problemi: rappacifica un uomo e sua moglie, aiuta un ragazzo pieno di debiti a rimettersi in sesto e calma le dispute tra due vecchietti appassionati di combattimenti tra grilli. Pure Erming, a modo suo, aiuta un giovanotto capace di cantare soltanto "sotto la doccia" ad esibirsi in pubblico intonando 'O sole mio. Anche il rapporto tra i fratelli migliora e Daming inizia ad accompagnare il minore nelle sessioni notturne di jogging come faceva il padre. Il signor Liu, contento di vedere la famiglia riunita e affiatata come una volta, muore serenamente una sera facendo il bagno. 
Erming fatica molto ad accettarlo e la demolizione del vicinato incombe. Daming vorrebbe portarlo con sé a Shenzen, nonostante le proteste della moglie, ma prima lo piazza in una casa di cura, avendo bisogno di qualche giorno per sistemare delle faccende. Se ne pente non appena assiste a Erming reagire con violenza verso se stesso e gli infermieri e decide di riaprire il bagno, portando avanti ancora un po' il sogno del padre, per la gioia di Erming e dei clienti. Il giorno della demolizione, Daming e i clienti aiutano i muratori a sgomberare il bagno. Ultimo a lasciare l'edificio ormai spoglio, Erming intona mestamente 'O sole mio.

## Produzione

### Pre-produzione
È stato il terzo film prodotto dalla IMAR Film dell'americano Peter Loehr, la prima casa di produzione cinematografica indipendente attiva in Cina. Come i precedenti, non ha avuto problemi di censura sia in fase di sviluppo che durante le riprese.
Il budget del film era compreso tra i 350 000 e 400 000 dollari, una cifra medio-bassa per il cinema cinese del periodo. La doccia automatica che compare nella scena iniziale era in realtà un set che aveva richiesto 10 000 dollari e un'équipe di studenti d'ingegneria aeronautica per essere progettato e costruito.

#### Casting
A causa delle ristrettezze economiche della produzione e la natura indipendente del film, tutto il cast ha dovuto accettare una paga ridotta. Coi personaggi per cui avevano già in mente degli attori precisi, Loehr e il regista Zhang Yang hanno scelto di approcciare ognuno di questi uno per volta, supplicandoli e giurando loro che fossero "l'unico attore giusto per la parte" finché non accettavano.
Per il ruolo di Erming, Zhang aveva inizialmente accarezzato l'idea di scritturare invece un attore non professionista, visitando svariati istituti di igiene mentale, senza però essere soddisfatto da nessuna della persone provinate. Nel frattempo a Jiang Wu, che aveva recitato da protagonista in un'altra produzione della IMAR (Měilì xīn shìjiè, 1999), era capitata in mano la sceneggiatura e sgomitava per aggiudicarsi la parte, ma Zhang era scettico, volendo evitare i cliché della rappresentazione "strappalacrime, sopra le righe" della malattia mentale da parte di neurotipici. Per provare d'esser in grado di calarsi nel personaggio, Jiang ha preso ad accompagnare Zhang nei suoi sopralluoghi ospedalieri per osservare da vicino i degenti, oltre a ingrassare di quasi 19 kg e rendere più impacciata la propria parlata portando l'apparecchio tutto il giorno. Loehr e Zhang ne sono rimasti colpiti e si sono trovati concordi nell'affidargli la parte. Durante la pre-produzione, attore e regista hanno provato a lungo le scene di Erming per trovare il modo di "far risaltare" la condizione del personaggio senza cadere nella macchietta o nel cattivo gusto. A Jiang sono servite due settimane dalla fine delle riprese per uscire completamente dal personaggio.
È stato inoltre l'ultimo film dell'attore Feng Shun (1921–1999), deceduto due mesi dopo le riprese.

### Riprese
Le riprese del film sono durate 43 giorni, svolgendosi tra l'ottobre e il novembre 1998 a Pechino. A causa del budget contenuto e della natura indipendente della produzione, cast e troupe hanno lavorato per 18 ore al giorno e sei giorni su sette, facilitati dal fatto che il bagno pubblico che faceva da location primaria era stato contemporaneamente adibito a dormitorio per chi era fermo tra una scena e l'altra. Per ragioni di illuminazione, alcune finestre del bagno pubblico erano state rimosse, il che significava per gli attori recitare seminudi esposti al clima invernale di Pechino, di poche unità di gradi Celsius. Il primo piano del sedere del protagonista nella scena iniziale è in realtà quello del regista. Alcune scene minori sono state girate invece nei pressi di Yan'an e in Tibet.

### Post-produzione
La post-produzione del film è stata ultimata nel maggio 1999.

## Promozione
Prima dell'uscita in Cina, date le sue ridotte disposizioni finanziarie la IMAR ha deciso di massimizzare la capillarità del messaggio promozionale, ammortizzando allo stesso tempo il più possibile i costi che avrebbe comportato una vera campagna promozionale, pubblicizzando il film su delle scatole di salviette appositamente installate in 10 000 taxi a Pechino al termine di un braccio di ferro burocratico tra Loehr e l'Ufficio amministrativo tassisti della capitale cinese durato quasi due anni.
Il trailer italiano del film è stato diffuso nel gennaio 2003.

## Distribuzione
Nonostante la post-produzione del film fosse stata ultimata nel maggio 1999, Loehr l'ha trattenuto per diversi mesi a prodotto finito siccome il mercato cinematografico cinese stava attraversando un periodo di magra, essendo convinto delle sue potenzialità. Ciò ha dato adito in Cina ad indiscrezioni riguardo l'effettiva qualità del film o il suo essere politicamente inviso al governo. Infine, Loehr si è risolto, contrariamente a quella che era stata fino ad allora la politica della IMAR, a lanciare il film all'estero prima che in patria.
Ha avuto quindi la sua anteprima al Festival internazionale del cinema di Toronto il 14 settembre 1999. In seguito all'accoglienza calorosa ivi tributatagli e la vittoria del premio della critica internazionale, il film è stato presentato a nove festival internazionali di cinema tra il settembre 1999 e il giugno 2000, come quelli di San Sebastián, Rotterdam e Seattle, vincendovi costantemente il primo premio o il premio del pubblico. In tutto il film è stato venduto in 56 Paesi, tra cui a fine settembre 1999 negli USA, Australia e Nuova Zelanda alla Sony Pictures Classics, che l'ha distribuito nelle sale cinematografiche statunitensi a partire dal 7 luglio 2000. Già dopo un mese di tournée festivaliera, la IMAR aveva recuperato più del doppio del budget speso coi soli accordi di distribuzione internazionali che aveva firmato.
Forte di queste premesse, il film è stato immesso nel frammentario circuito cinematografico cinese nel novembre 1999, distribuito in maniera indipendente dalla stessa IMAR, raggiungendo le sale cinematografiche pechinesi alla fine di dicembre.
Presentato in anteprima in Italia al Far East Film Festival di Udine nell'aprile 2000, è stato ivi distribuito nelle sale cinematografiche dalla Key Films a partire dal 7 marzo 2003.

## Accoglienza

### Incassi
Il film ha avuto successo al botteghino cinese, battendovi sia la concorrenza straniera che una fastosa co-produzione cinese di successo altrimenti mondiale come La tigre e il dragone. Negli Stati Uniti è stato un discreto successo d'essai, incassando 1,2 milioni di dollari.

### Critica
Il film è stato accolto calorosamente dalla maggioranza della critica, spingendone diversi a ragionare su come si trattasse di «uno dei rari successi internazionali del cinema cinese a livello di (contemporaneamente) critica, pubblico e premi» dopo un lustro insoddisfacente da questo punto di vista scaturito dallo scemare della cosiddetta "quinta generazione". Beijing Scene, periodico indipendente in lingua inglese con sede a Pechino, ne ha riassunto il fenomeno, scrivendo che «nel dialogo confusionario e spesso strumentalizzato per scopi politici tra il cinema cinese e il resto del mondo [...] potrebbe diventare un pièce de résistance non meno importante di quanto lo furono a loro tempo il Sorgo rosso di Zhang Yimou o Addio mia concubina di Chen Kaige. Se il primo si era conquistato superlativi come "splendido" o "bellissimo" e il secondo era stato osannato in quanto "epico" e "da tour de force" [...] la parola con cui La doccia potrebbe essere ricordato, e forse il motivo del suo successo, sarebbe un puro e semplice... "divertimento". Oltre che "commovente" e "incredibilmente redditizio", sulla falsariga de La vita è bella».
Roger Ebert del Chicago Sun-Times ha promosso il film con 3 stellette su 4, definendolo: «confortevole, dai buoni sentimenti e poco originale, eppur convincente nel mostrare come i ritmi e le abitudini del luogo gradualmente seducano il protagonista [...] Negli ultimi anni, il cinema in Cina si è concentrato perlopiù sul suo passato esotico o sull'irrisolta situazione politica della sua storia recente. Ma alla fine la maggior parte dei cittadini cinesi vive una vita ordinaria, con sogni e timori non dissimili dai nostri. La doccia parla proprio di questa gente qualunque e, al netto di alcuni snodi di trama un po' artificiosi, lo fa in maniera perspicace e calorosa, con un finale che sorprendentemente non fa sconti al materiale di partenza», sottolineando inoltre «la maniera affettuosa, ma spassionata» in cui affronta il rapporto da Erming e il padre, a suo dire il maggior pregio del film. Gli ha fatto eco Stephen Holden del New York Times, scrivendo che «l'eccentrico cast di personaggi si rivela la miglior autodifesa del film contro la sdolcinatezza [e] il rapporto padre-figlio risulta potente e riuscito grazie alle interpretazioni pacate e dolenti [degli attori], che impostano il tono dolceamaro della vicenda». Anche per Derek Elley di Variety «il messaggio del film passa attraverso le interpretazioni tanto quanto più esplicitamente attraverso i dialoghi»: per Elley, uno dei suoi maggiori pregi è «il non accontentarsi di essere solamente l'epitaffio di un mondo che sta svanendo [e di] invece [...] concentra[rsi] su valori più ampi e universali, come il perdono e la comunanza, tra padre e figlio ma anche tra gli altri personaggi», lodando inoltre l'«impressionante miglioramento» nella direzione degli attori da parte di Zhang rispetto al suo esordio e le interpretazioni del cast, in primis Zhu Xu, che «domina indiscusso il film senza però mai monopolizzarlo, come nella scena in cui si sbarazza della banda di delinquenti dando sfoggio delle sue maniere d'altri tempi», la «misura» dimostrata da Pu Cunxin e Jiang Wu nei propri ruoli e le prove d'attore dei caratteristi Hu Beibei e Feng Shun.
Sia Holden che Elley hanno sottolineato il tema dell'acqua e la centralità che riveste nel film: per il primo, le «scene [che mostrano] generazioni passate della stessa famiglia in preda alla siccità nel clima arido della Cina del Nord [...] rese come aneddoti dal sapore quasi mitologico, rendono più profondo l'atteggiamento d'ambiguità che il film mantiene verso il progresso e gli effetti drastici che può avere sulle comunità stanziali», mentre per il secondo «ciò che tiene assieme il film sono le proprietà quasi magiche che l'acqua sembra rivestire per il padre dei protagonisti, come rivelato a metà della vicenda con un salto spazio-temporale impressionante che ridefinisce la posta in gioco emotiva del film».
In Italia, Gian Luca Favetto l'ha definito per La Repubblica: «un piccolo film premuroso [...] [che non offre] nessuna spiegazione e nessuna pesantezza; soltanto un racconto in punta di immagini e di emozioni, girato quasi tutto in interni, con poco uso di parole. Seguite gli sguardi. I grandi valori sono nei gesti e nei riti quotidiani. Nella memoria. Nella solidarietà». Sentieri selvaggi è stato invece più critico rispetto al film, paragonandolo ad «un'illustrazione distesa come un nastro diritto, senza strappi, né strati, lungo le linee di una corrente prevalentemente emotiva. Ordinata raffigurazione della distanza che separa tradizione e modernità, identità e spersonalizzazione, padri e figli, passato e presente. Resta inscritta in questo quadro dialettico immediato, o più propriamente resta chiusa in questo schema elementare [...] affidandosi ad una scrittura audiovisiva tanto fluida e lineare quanto inerte, Zhang fatica a trovare profondità e spessore, dà solo a tratti l'impressione di promuovere strategie compositive definite (come l'uso della ripetizione relativo alle corse serali lungo le strade del quartiere o alle esecuzioni di 'O sole mio), sbilancia infine lo stesso assetto complessivo, annettendovi ampi inserti di un remoto e favolistico passato» e aggiungendo che «assieme alla misurata prova degli attori, gli esiti di maggiore compiutezza risiedono in alcuni, non numerosi, passaggi in minore, in cui si tratteggia l'identità silenziosamente dolorosa e complessa dei legami rappresentati».
Promuove invece la scena iniziale della doccia automatizzata, già lodata come «spassosa» da Elley e «astuta» da Holden, che definisce «una sintetica iconizzazione della modernità». Diversi spettatori hanno chiesto al regista se quest'ultima fosse una vera invenzione e come fare per procurarsene un modello. Alcuni critici hanno lamentato una durata eccessiva del film durante l'ultimo atto, tra cui Elley, per il quale la scena dell'internamento di Erming nell'ospedale psichiatrico, «spezza il ritmo» della pellicola. In una retrospettiva dedicata al regista nel 2009, Slate l'ha giudicato senza mezzi termini il suo peggior film sebbene fosse anche il suo più noto a livello internazionale, liquidandolo come «un pasticcio di melodramma appena abbozzato e commedia poco divertente».
Secondo uno studio del 2018 dell'università di Nottingham, attraverso la demolizione (拆遷T, 拆迁S, chāiqiānP), comune a molte aree urbane della Cina durante la modernizzazione avvenuta tra anni '80 e '90, di vecchi edifici come in questo caso il bagno termale, che rappresenta una «comunità autonoma» e un'autentica rappresentazione collettiva della società, il film racconta lo spaesamento generazionale vissuto da registi della "sesta generazione" verso il passaggio della Cina dal socialismo a un economia di mercato, usando la categoria di "nostalgia riflessiva" coniata da Svetlana Boym per parlare di un fenomeno osservato nei Paesi ex-sovietici. Questa interpretazione è stata avvallata da Bruno Fornara su Cineforum, riassumendola con un: «Lettura politica: senza vestiti tutti gli uomini sono uguali e il bagno è probabilmente l'unico posto di vera democrazia popolare aperto in tutta la Cina. Conclusione: sarà per questo che va demolito?». Conversamente, il World Socialist Web Site, l'organo di stampa in rete della Quarta Internazionale, ha bocciato il film per presunti demeriti ideologici, scrivendo che «per quanto vi si possa ritrovare una flebile critica contro le politiche di libero mercato del governo, è del tutto secondaria rispetto al vero tema del film, ossia il trito appello verso il ritorno dei valori tradizionali della famiglia», giudicandolo «non dissimile dalle centinaia di film buonisti sfornati ogni anno da Hollywood».

## Riconoscimenti
- 1999 – Festival internazionale del cinema di Salonicco[24]
  - Alessandro d'oro
  - Premio del pubblico
- 1999 – Festival internazionale del cinema di San Sebastián[9]
  - Concha de plata al miglior regista a Zhang Yang
  - In concorso per la Concha de oro
- 1999 – Festival internazionale del cinema di Toronto[25]
  - Premio FIPRESCI
- 2000 – Far East Film Festival[10]
  - Premio del pubblico
- 2000 – Festival internazionale del cinema di Rotterdam[26]
  - Premio del pubblico
- 2000 – Festival internazionale del cinema di Seattle[7]
  - Golden Needle
  - Silver Needle al miglior regista a Zhang Yang
- 2000 – Festival internazionale del cinema di Sydney[27]
  - Premio del pubblico
- 2001 – National Board of Review Awards
  - Riconoscimento speciale per l'eccellenza cinematografica
- 2001 – Satellite Awards
  - Candidatura al miglior film in lingua straniera
- 2002 – Hong Kong Film Awards[28]
  - Candidatura al miglior film asiatico